# Le Pradet
Le Pradet é uma comuna francesa na região administrativa da Provença-Alpes-Costa Azul, no departamento de Var. Estende-se por uma área de 9,97 km². Em 2010 a comuna tinha 10 412 habitantes (densidade: 1 044,3 hab./km²).